# My Oh My (Aqua)
My Oh My è un singolo del gruppo musicale bubblegum pop Aqua, pubblicato inizialmente l'11 febbraio 1997 dalle etichette discografiche MCA e Universal in Danimarca. Ha riscosso successo a livello internazionale successivamente ad una ripubblicazione a livello europeo, avvenuta il 9 marzo 1998 dopo il successo di Barbie Girl, Doctor Jones e Turn Back Time.
Il brano, scritto da Søren Rasted, Claus Norreen e René Dif prodotto da Rasted e Norreen insieme a Johnny Jam e Delgado, è stato estratto come secondo singolo dall'album di debutto del gruppo, Aquarium, ed è uno dei singoli più noti e venduti del complesso.

## Tracce
CD-Maxi (Universal UMD 85044)
1. My Oh My (Radio Edit) – 3:22
2. My Oh My (Extended Version) – 5:03
3. My Oh My (Disco 70's Mix) – 3:23
4. My Oh My (Spike, Clyde'N'Eightball Club Mix) – 5:02
5. My Oh My (H2O Club Remix) – 7:32

## Classifiche

### Classifiche settimanali
| Classifiche (1997-98) | Posizione massima |
| --------------------- | ----------------- |
| Austria               | 15                |
| Belgio (Fiandre)      | 14                |
| Belgio (Vallonia)     | 3                 |
| Francia               | 4                 |
| Germania              | 12                |
| Italia                | 12                |
| Norvegia              | 20                |
| Nuova Zelanda         | 12                |
| Paesi Bassi           | 17                |
| Regno Unito           | 6                 |
| Svezia                | 4                 |
| Svizzera              | 19                |

### Classifiche di fine anno
| Classifica (1998) | Posizione |
| ----------------- | --------- |
| Belgio (Vallonia) | 34        |
| Francia           | 28        |
| Germania          | 92        |